# Dziura za Smrekiem w Zawiesistej
Dziura za Smrekiem w Zawiesistej (Dziura w Zawiesistej) – jaskinia w Dolinie Miętusiej w Tatrach Zachodnich. Wejście do niej położone jest w południowej ścianie Zawiesistej Turni na wysokości 1245 m n.p.m. Długość jaskini wynosi 13,5 metrów, a jej deniwelacja 5 metrów.

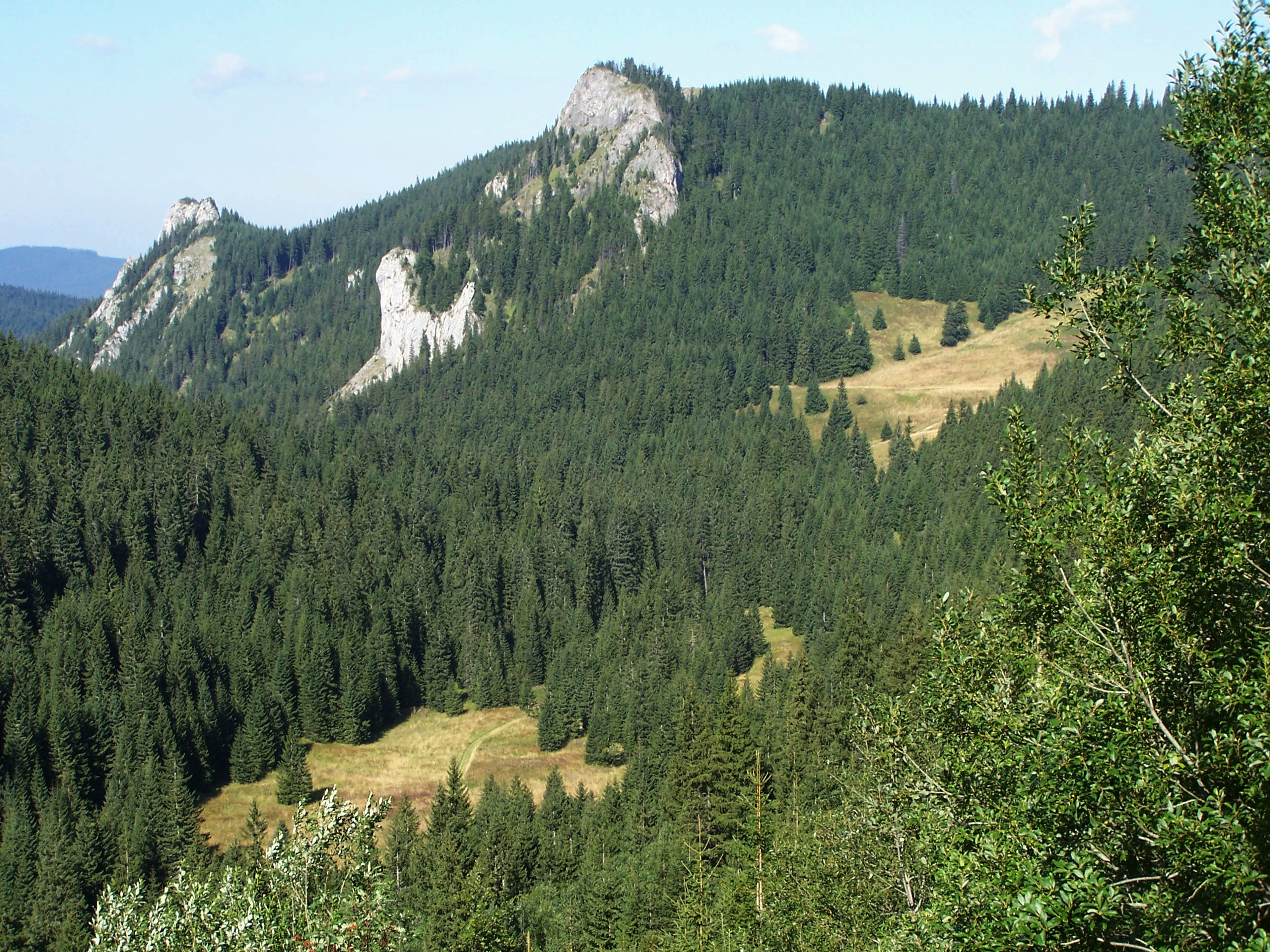
Dolina Miętusia. Na wprost Zawiesista Turnia

## Opis jaskini
Jaskinię stanowi szeroki korytarz zaczynający się w obszernym otworze wejściowym i po kilku metrach rozdzielający się na dwa ciągi. Jeden kończy się niewielką salką, drugi pochyłym kominkiem.

## Przyroda
W jaskini można spotkać nacieki grzybkowe i mleko wapienne. Ściany są suche, rosną na nich mchy, glony i porosty.

## Historia odkryć
Nie wiadomo, kiedy i przez kogo jaskinia została odkryta. Jej pierwszy plan i opis sporządziła I. Luty przy pomocy M. Różyczki i J. Pośpiech w sierpniu 1994 roku.